# دايرياوكس
دايرياوكس (Daireaux) مدينة تقع في محافظة بوينس أيرس الأرجنتين.
يبلغ عدد سكان المدينة 10932 نسمة .

## أعلام
- فاكوندو ألبين
- عمر أوريستي كورباتا

## وصلات خارجية
- الموقع (بالإسبانية)
- الايف كام (بالإسبانية)
- ا لتلقائي لطقس المحطة (بالإسبانية)